# Allium chychkanense
Allium chychkanense — вид трав'янистих рослин родини амарилісові (Amaryllidaceae), ендемік Киргизстану.

## Опис
Цибулини стиснено-круглої форми, діаметром 8–25 мм, довжиною 2–20 мм, внутрішні оболонки перетинчасті, білі, зовнішні — від сірих до чорних. Стеблина циліндрична, гладка, діаметром 4–6 мм, довжиною 40–60 см, зелена, при основі з фіолетовим рум'янцем. Листків 1–2, ланцетні, 20–25 см завдовжки, 1.5–5 см завширшки, яскраво-зелені, при основі з фіолетовим рум'янцем, край червонуватий, гладкий або дуже тонко зубчастий. Суцвіття дуже щільне, багатоквіткове, спочатку овальне, пізніше кулясте або дещо конічне. Квітки спочатку чашоподібні, зірчасті. Листочки оцвітини від ланцетних до трикутних, з коротким кігтеподібним кінчиком, 6–8 мм завдовжки, шириною 1.2–2 мм, трояндові з зеленуватою серединною жилкою. Пиляки довгасті, довжиною 1.6–2 мм, шириною 1 мм, фіолетові. Пилок жовтувато-сірий. Коробочка трикутна-пірамідальна, 4–5 мм завдовжки та діаметром, жовтувато-коричнева, злегка блискуча. Насіння тьмяне чорне, довжиною 1.5–1.8 мм, шириною 1.2 мм.
Період цвітіння: травень.

## Поширення
Ендемік Киргизстану.
Населяє помірно сухі схили та річкові тераси на більш високих висотах масиву Сусамир, Центральний Тянь-Шань.